# Мелбарде, Даце
Даце Мелбарде (латыш. Dace Melbārde; род. 3 апреля 1971, Рига) — латвийский культурный, политический и государственный деятель. Депутат Европейского парламента с 18 июня 2019 года по 6 мая 2024 год, представляла «Национальное объединение». 22 августа 2022 года вступила в партийное объединение «Новое единство». Была директором Латвийского национального культурного центра, министром культуры Латвии (2013—2019) и депутатом Сейма Латвии (2014—2019). С 6 марта 2025 года министр образования и науки.

## Биография
Училась в 1-й средней школе в Валмиере, затем поступила на историко-философский факультет Латвийского университета, который окончила в 1994 году. В 1996 году получила степень магистра теории культуры, управления и истории, окончив Латвийскую академию культуры, а в 2001 году — степень магистра государственного управления.
В период с 1992 по 1995 годы была главным специалистом по просветительской и информационной работе в Латвийском военном музее. С 1994 по 1996 годы руководила культурным центром при Латвийской полицейской академии. С 1996 по 1999 годы — заместитель директора Государственного центра молодёжных инициатив. После этого до 2004 года она была генеральным секретарём Латвийской национальной комиссии ЮНЕСКО. С 2003 по 2005 годы — председатель совета по сохранению и развитию Рижского исторического центра. С 2004 по 2006 годы — член Совета кабинета министров «Образование для всех».
С 2004 по 2009 годы она была заместителем государственного секретаря по вопросам культурной политики в Министерстве культуры Латвии. В период с 2005 по 2009 годы — член художественного совета Общелатвийского фестиваля песни и танца. Следующие два года она возглавляла представительство Британского совета в Латвии. В 2011 году стала директором Центра культурного образования и нематериального наследия и занимала эту должность до 2013 года, когда стала министром культуры. После вступления в должность министра культуры с 31 октября 2013 года была членом советов Государственного фонда культурного капитала и Фонда интеграции общества.
В 2001 году получила награду Министерства иностранных дел Латвии за заслуги в укреплении Латвийского государства. В 2005 году ей вручили премию Spidolas за успешную работу по разработке основных направлений национальной культурной политики. В 2013 году получила Благодарственное письмо Кабинета министров за «значительный вклад в области нематериального культурного наследия, в объединение общества и укрепление традиции Вселатышского праздника песни и танца». В 2013 году Даце Мелбарде была награждена орденом Трех звезд четвёртой степени.

## Политика
После отставки Жанеты Яунземе-Гранде в октябре 2013 года Даце Мелбарде была утверждена министром культуры Латвии как беспартийный представитель Национального союза в правительстве Валдаса Домбровскиса. Она сохранила свою должность как в первом, так и во втором правительстве Лаймдоты Страуюмы, а также в правительстве Мараса Кучинскаса и последующем правительстве Кришьяниса Кариньша, которое было утверждено в январе 2019 года.
Всего занимала пост министра культуры в пяти правительствах.
Вступила в Национальное объединение в феврале 2014 года. В 2014 году была избрана в Сейм Латвии 12-го созыва, а позже и в Сейм Латвии 13-го созыва.
На выборах в Европарламент 2019 года её избрали в Европарламент, в связи с чем покинула пост министра. Она присоединилась к группе европейских консерваторов и реформистов, которая является шестой по величине политической группой в девятом созыве парламента.
6 марта 2025 года была назначена министром образования и науки Латвии.